# Fritz Kallenberg
Fritz Kallenberg (* 19. September 1923 in Tübingen; † 2. November 2013 in Überlingen) war ein deutscher Historiker.
Kallenberg studierte nach dem Zweiten Weltkrieg Geschichte an der Universität Tübingen und wurde 1961 bei Theodor Eschenburg mit einer Dissertation über die Fürstentümer Hohenzollern im späten 18. und frühen 19. Jahrhundert promoviert. Er arbeitete von 1951 bis 1964 als Mitarbeiter von Martin Göhring am Institut für Europäische Geschichte der Universität Mainz. Von 1965 bis 1988 war er am Institut für Geschichte der TH Darmstadt tätig. 1972 wurde er dort zum Professor für Zeitgeschichte ernannt und lehrte bis 1988. Er war seit 1945 Mitglied der Verbindung Normannia Tübingen und Ehrenmitglied im Hohenzollerischen Geschichtsverein.
Sein Forschungsgebiet war die Geschichte der Fürstentümer Hohenzollern und die schwäbische Geschichte.

## Schriften (Auswahl)
- mit Eckhart G. Franz, Peter Fleck: Großherzogtum Hessen (1800) 1806–1918. In: Handbuch der hessischen Geschichte. Band 4.2: Die Hessischen Staaten bis 1945 (= Veröffentlichungen der Historischen Kommission für Hessen. Band 63). Elwert, Marburg 2003, S. 667–933.
- Die Staatsautorität der Republik. Der preußische Regierungspräsident, der Fürst von Hohenzollern und die Stadt Sigmaringen 1919–1933. In: Ralph Melville, Claus Scharf, Martin Vogt, Ulrich Wengenroth (Hrsg.): Deutschland und Europa in der Neuzeit. Festschrift für Karl Otmar Freiherr von Aretin, 2. Halbband (= Veröffentlichungen des Instituts für europäische Geschichte Mainz, Abteilung Universalgeschichte. Band 134). Steiner, Stuttgart 1988, S. 751–779.
- Hrsg. mit Helmut Böhme: Deutschland und der Erste Weltkrieg. Ringvorlesung an der Technischen Hochschule Darmstadt im Wintersemester 1984/85. Eine Dokumentation. Technische Hochschule, Präsident, Darmstadt 1987.
- Hohenzollern (= Schriften zur politischen Landeskunde Baden-Württembergs. Band 23). Kohlhammer, Stuttgart 1986.
- Landesgeschichte in Hohenzollern. Der Hohenzollerische Geschichtsverein im Spannungsfeld zwischen Lokalpatriotismus und Geschichtswissenschaft. In: Zeitschrift für Hohenzollerische Geschichte 15 (1979), S. 9–90 (online).
- Spätzeit und Ende des Schwäbischen Kreises. In: Jahrbuch für Geschichte der oberdeutschen Städte. Nr. 14, Esslingen/N. 1968, ISSN 0341-9924, S. 61–95.
- Die Fürstentümer Hohenzollern am Ausgang des Alten Reiches. Ein Beitrag zur politischen und sozialen Formation des deutschen Südwestens. Phil. Diss. Tübingen 1962.